# Juha Pirinen
Juha Pirinen, född 22 oktober 1991, är en finländsk fotbollsspelare som spelar för AS Trenčín i Slovakiska superligan. Han representerar även Finlands landslag.